# Chris Willock
Christopher Anthony Willock (Waltham Forest, 31 gennaio 1998) è un calciatore inglese, attaccante o ala del Cardiff City.

## Biografia
È fratello di Matty e Joe, anch'essi calciatori professionisti.

## Caratteristiche tecniche
È un'ala sinistra.

## Carriera

### Club
Cresciuto nel settore giovanile dell'Arsenal, debutta in prima squadra il 20 settembre 2016 in occasione dell'incontro di coppa di lega vinto 4-0 contro il Nottingham Forest.
Il 30 giugno 2017 viene acquistato a titolo definitivo dal Benfica che lo aggrega alla propria squadra B; il 23 settembre 2017 gioca il suo primo incontro di Segunda Liga, contro il Varzim ed il 1º novembre seguente realizza la sua prima rete nel match perso 3-1 contro il Santa Clara.
L'8 agosto 2019 viene ceduto in prestito al West Bromwich; utilizzato esclusivamente con la formazione Under-23, a gennaio fa rientro in Portogallo e viene subito girato, nuovamente in prestito, all'Huddersfield Town.
Il 5 ottobre 2020 passa a titolo definitivo al QPR per 750.000 sterline, con cui firma un contratto triennale con opzione per un quarto.

### Nazionale
Ha giocato in tutte le nazionali giovanili inglesi comprese tra l'Under-16 e l'Under-20.

## Statistiche
Statistiche aggiornate al 4 maggio 2021.

### Presenze e reti nei club
| Stagione         | Squadra           | Campionato       | Campionato | Campionato | Coppe nazionali | Coppe nazionali | Coppe nazionali | Coppe continentali | Coppe continentali | Coppe continentali | Altre coppe | Altre coppe | Altre coppe | Totale | Totale | Totale |
| Stagione         | Squadra           | Comp             | Pres       | Reti       | Comp            | Pres            | Reti            | Comp               | Pres               | Reti               | Comp        | Pres        | Reti        | Pres   | Reti   |        |
| ---------------- | ----------------- | ---------------- | ---------- | ---------- | --------------- | --------------- | --------------- | ------------------ | ------------------ | ------------------ | ----------- | ----------- | ----------- | ------ | ------ | ------ |
| 2016-2017        | Arsenal           | PL               | 0          | 0          | FACup+CdL       | 0+2             | 0               |                    | -                  | -                  |             | -           | -           | 2      | 0      |        |
| 2017-2018        | Benfica B         | LdH              | 30         | 3          |                 | -               | -               |                    | -                  | -                  |             | -           | -           | 30     | 3      |        |
| 2018-2019        | Benfica B         | LdH              | 34         | 11         |                 | -               | -               |                    | -                  | -                  |             | -           | -           | 34     | 11     |        |
| Totale Benfica B | Totale Benfica B  | Totale Benfica B | 64         | 14         |                 | -               | -               |                    | -                  | -                  |             | -           | -           | 64     | 14     |        |
| 2019-gen. 2020   | West Bromwich     | FLC              | 0          | 0          | FACup+CdL       | 0               | 0               |                    | -                  | -                  |             | -           | -           | 0      | 0      |        |
| gen.-lug. 2020   | Huddersfield Town | FLC              | 14         | 2          | FACup+CdL       | 0               | 0               |                    | -                  | -                  |             | -           | -           | 14     | 2      |        |
| 2020-2021        | QPR               | FLC              | 37         | 3          | FACup+CdL       | 0               | 0               |                    | -                  | -                  |             | -           | -           | 37     | 3      |        |
| Totale carriera  | Totale carriera   | Totale carriera  | 115        | 19         |                 | 2               | 0               |                    | -                  | -                  |             | -           | -           | 117    | 19     |        |